# バイエルン継承戦争
バイエルン継承戦争（バイエルンけいしょうせんそう、独: Bayerischer Erbfolgekrieg）は、1778年7月5日から1779年5月13日までボヘミアなど中欧で行われた戦争である。テッシェン条約で終結した。戦争とは言うものの本格的な戦闘はほとんど行われておらず、食糧調達に終始したことから、別名「じゃがいも戦争」（独: Kartoffelkrieg）とも呼ばれる。

## 背景

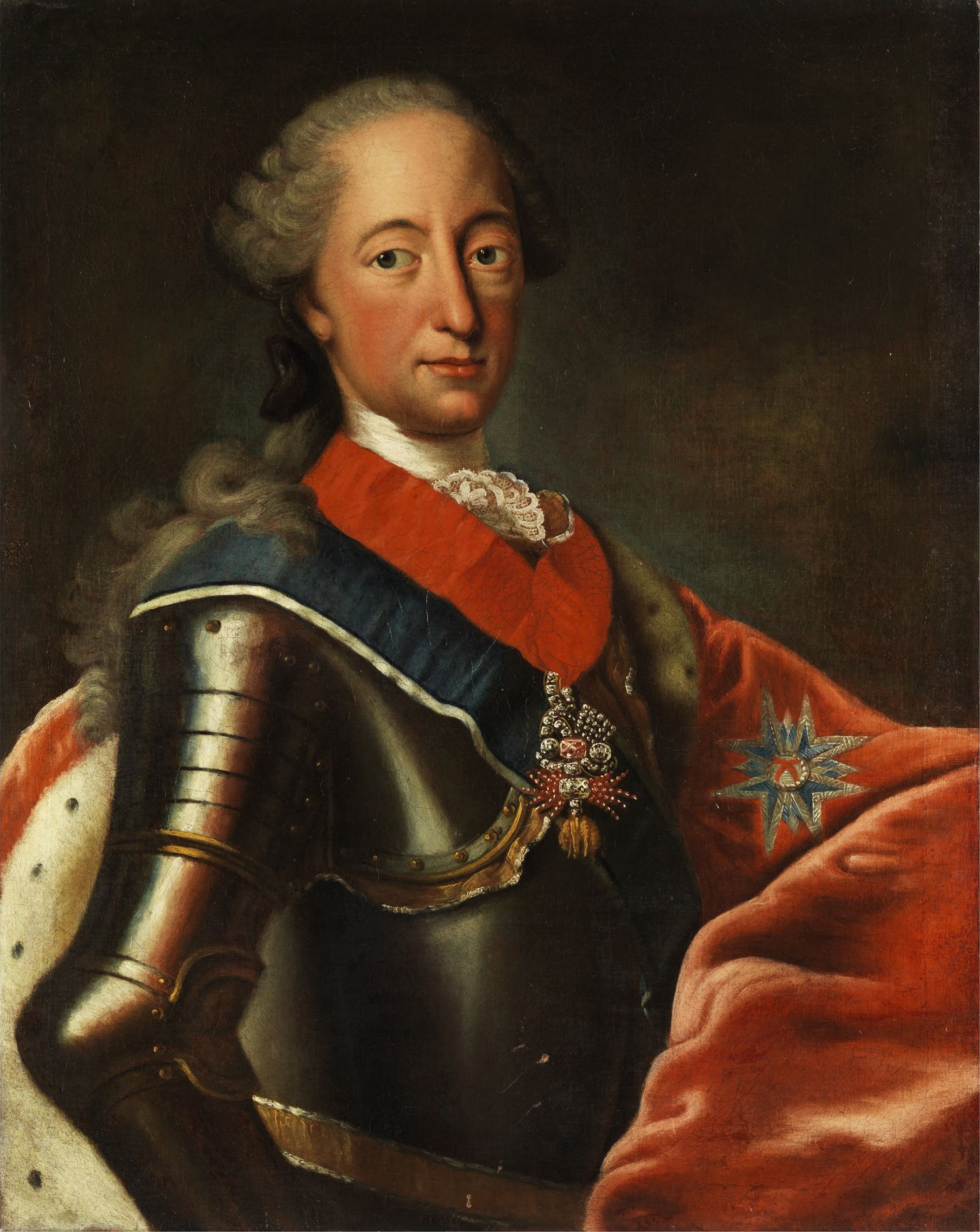
バイエルン選帝侯マクシミリアン3世ヨーゼフ

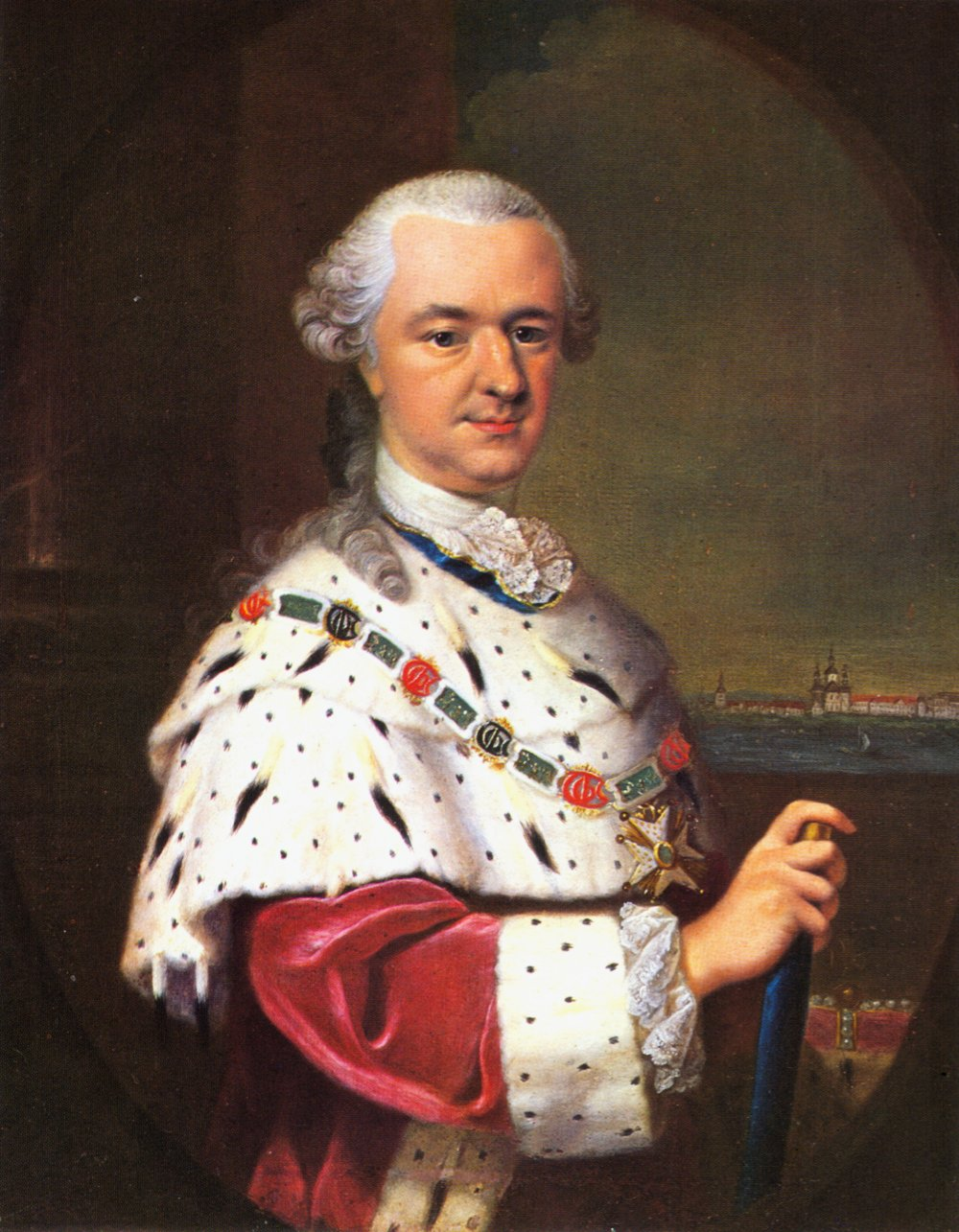
プファルツ選帝侯カール4世フィリップ・テオドール

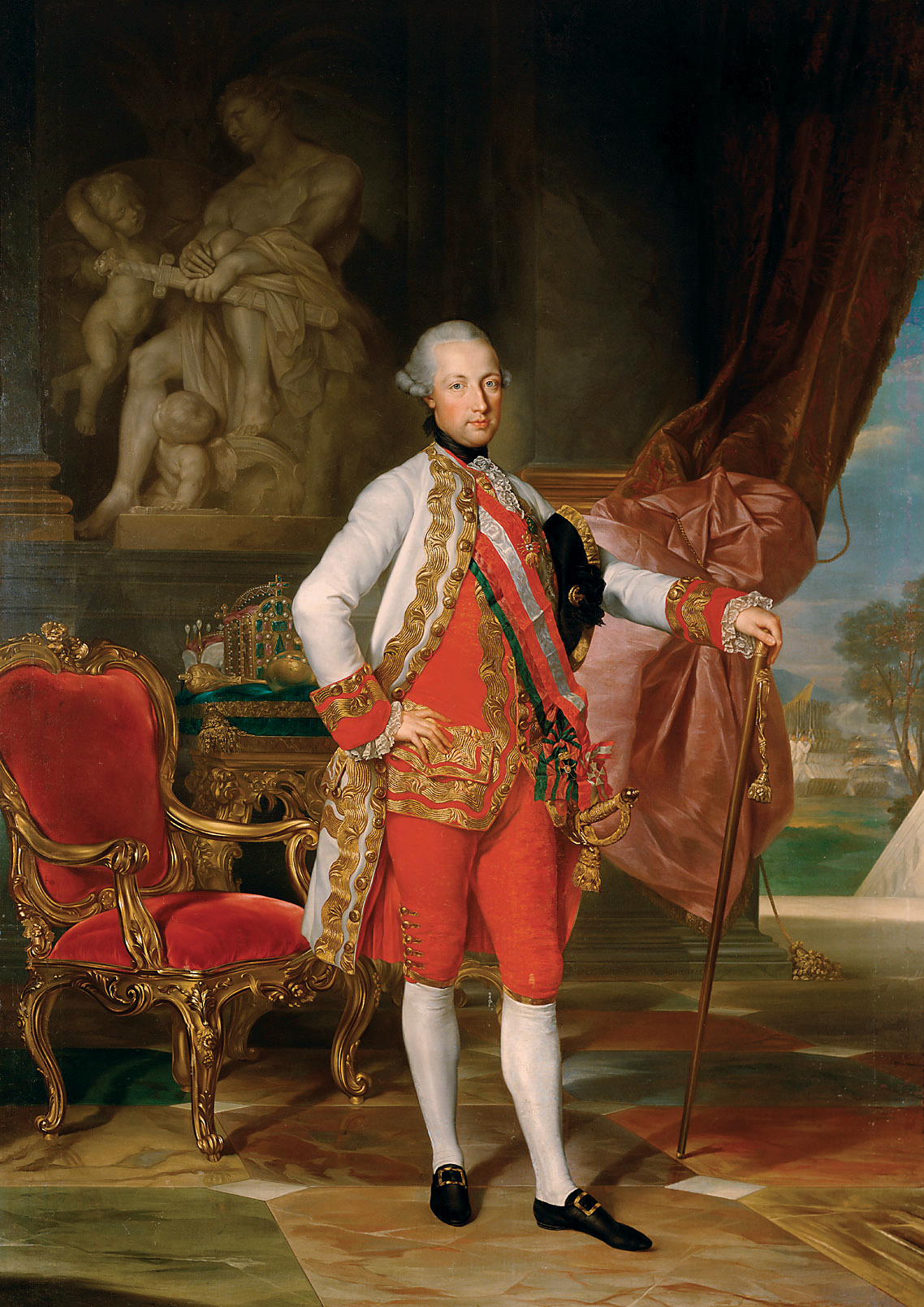
神聖ローマ皇帝ヨーゼフ2世

1777年12月、バイエルン選帝侯マクシミリアン3世ヨーゼフが死去し、これによってバイエルン系ヴィッテルスバッハ家は断絶した。バイエルンは同じヴィッテルスバッハ家のプファルツ選帝侯カール4世フィリップ・テオドールが併せて継承することになった。
神聖ローマ皇帝ヨーゼフ2世がこれに介入する。オーストリアは以前からバイエルンを自国に編入することを狙っていたが、スペイン継承戦争、オーストリア継承戦争いずれのときも情勢の変化からこれを果たせなかった。ヨーゼフ2世は第一次ポーランド分割に続く領土拡張の好機と考え、カール・テオドールにバイエルン選帝侯領の割譲を要求した。具体的には、ニーダーバイエルンとオーバープファルツである。カール・テオドールはバイエルンに対する統治意欲がなく、これを二つ返事で受け入れる。ヨーゼフは翌年1月には早くもニーダーバイエルンに兵を進めて駐屯させた。
これに猛然と抗議したのがプロイセンのフリードリヒ大王である。大王はこれによってオーストリアが以前の勢力を盛り返すことを恐れた。オーストリアの拡大を阻止するため、大王はこの領土割譲に強く反対し、列強とドイツ諸侯に支持を求めた。ロシア、イギリスは大王に同調し、ドイツ諸侯も大王を支持してヨーゼフを非難した。これに対してヨーゼフは他国への根回しを怠っており、期待していたフランスの支持も得られず孤立する。やむなくヨーゼフは、一方的な割譲ではなくオーストリア領ネーデルラントとの交換ではどうかと提案したが、大王は拒絶した。交渉は決裂し、開戦に至る。

## 経過
1778年7月、プロイセン軍はベーメンに侵攻し、オーストリア軍をケーニヒグレーツで包囲した。しかし戦闘はここで終わり、両軍は互いに睨み合いながら陣地の中で月日を過ごすことになる。和平交渉が始まったからである。
皇太后マリア・テレジアはもともとこの戦争に反対だったと言われている。皇太后はいまだヨーゼフに完全には権限を委譲しておらず（少なくとも本人にその気はない）、ヨーゼフには知らせずに独断で大王に和平を打診した。大王もこれに大筋で応じ、こうして皇帝の頭越しに和平交渉が開始される。しかし交渉は難航した。ヨーゼフは自分を無視して和平提案を行った母に激しく抗議し、自分の退位もほのめかした。マリア・テレジアは辛抱強くヨーゼフを説得する一方で、なんとか皇帝の面子を保つ内容の条約をまとめようとしたが、大王もそうやすやすと言うがままにはならない。交渉は10か月をかけてようやくまとまり、1779年5月にテッシェン条約が結ばれて、戦争は終結した。
交渉が行われている間、前線の兵士たちのすることといえば、占領した土地で畑のじゃがいもを掘り出して食べることぐらいであった。「じゃがいも戦争」と呼ばれるのはこのためである。

## 結末
結局、オーストリアはイン川の南側に若干の領土を得ることでヨーゼフ2世の最低限の体面を保った。大王もオーストリアの拡大を防ぐことができたので満足した。また、この条約においてプロイセンはホーエンツォレルン家の分家が治めているバイロイト、アンスバッハの両辺境伯領を将来併合することについて承認させた。
大王がこの戦争でヨーロッパと神聖ローマ帝国における立場を高めたのに対し、ヨーゼフ2世は諸外国からその拡張主義を警戒されるだけでなく、皇太后との指導権争いが露呈して著しく権威を損ねた。ベーメンは先の2回の戦争（オーストリア継承戦争、七年戦争）に続いてまたも戦場になり、両軍合わせて40万近い兵隊が1年近くも居座ったため、甚大な被害を受けてその疲弊と住民の怒りは並々ならぬものがあった。このため、戦争終結後もベーメンは情勢不穏な状態が続く。
外交面で、オーストリアは支持を得られず孤立したことを反省し、ヨーゼフ2世はロシアやフランスとの関係再構築に精力的に取り組む。プロイセンも大王主導の下で結集し、オーストリアを警戒すべきと帝国諸侯に働きかける一方で、列強にオーストリアの拡大を認めないよう要請した。
この後、大王と皇帝は平和を保ちつつ互いを意識した外交戦を続ける。ヨーゼフはエカチェリーナ2世と対オスマン帝国戦略について合意してロシアとの協調を得ると、バイエルンに対して再びネーデルラントとの領土交換を提案した。ロシアはこれを承認していたが、大王はこれに猛抗議してエカチェリーナ2世にこの同意を撤回させた。フランスもプロイセンの承認なしにこの領土交換を認めることはできないとして、皇帝のバイエルン併合計画はまたしても失敗した。大王は帝国諸侯と君侯同盟を結んで、ヨーゼフへの対抗姿勢を強める。そのままいけば再びの戦争は近かったであろうが、このころすでにフランスにおいて革命の発生が迫りつつあり、これは両国の外交戦略を転換させた。しかし、大王も皇帝もその場に居合わせることはなかった。